# Pregão de São Nicolau

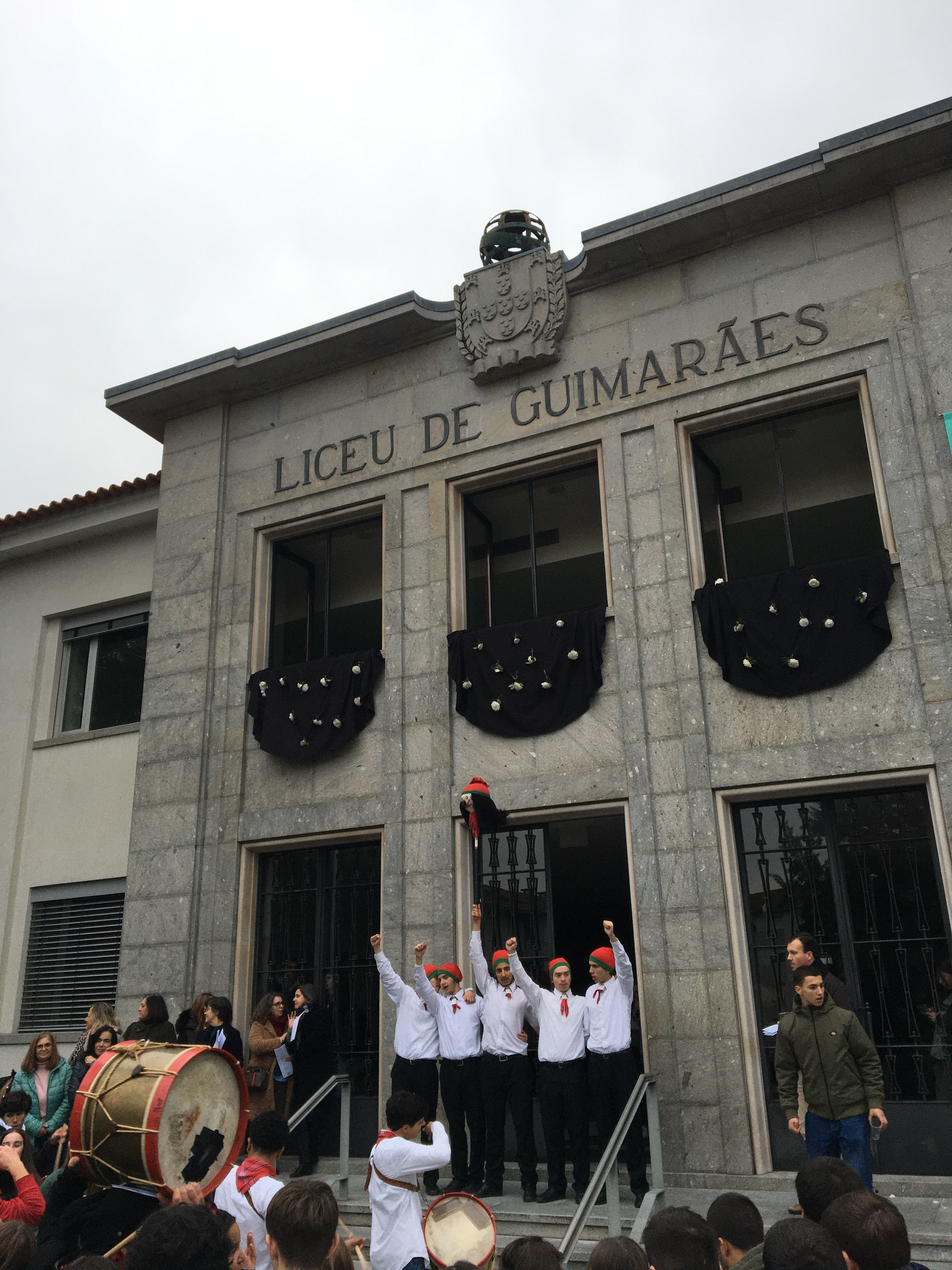
Os toques que antecedem o começo do Pregão, Liceu Martins Sarmento, 5 de Dezembro de 2023

O Pregão de São Nicolau ou Bando Escolástico, como primitivamente designado, é um dos oito números das Festas Nicolinas e tem lugar no dia 5 de Dezembro, em Guimarães. Consiste numa récita efectuada por um jovem estudante designado por Pregoeiro, em verso satírico e de crítica social, ao jeito dos antigos pregões pelos quais eram trazidas as notícias às vilas e cidades até à descoberta da imprensa. Através do Pregão e pela voz do Pregoeiro, os estudantes de Guimarães condensam num só documento e levam ao conhecimento da população as suas opiniões a sua visão crítica acerca dos eventos que tiveram lugar no último ano.

## História
As origens remontam ao século XVIII, servindo o Pregão para anunciar as Festas Nicolinas (que na época se realizavam apenas em dois dias, os dias 5 e 6 de Dezembro), tarefa hoje desempenhada pelo Pinheiro. No entanto, o primeiro pregão escrito que chegou até nosso conhecimento é datado de 1817, sendo no entanto já revelador de uma maturidade que fazem presumir uma existência bastante anterior.
Em termos de festividades académicas, o número do Pregão encerra uma singularidade única, na medida em que não são conhecidos ou relatados outros eventos integrados em festividades académicas que contenham características sequer equivalentes com as do Pregão das Festas Nicolinas.

## Características

### O pregão-texto
O texto que anualmente é recitado pelo jovem estudante pregoeiro é uma das facetas mais interessantes e uma vez mais singulares deste número do Pregão.
Por um lado, na medida em que estreita a ligação entre o ensino e as festividades académicas, na medida em que se trata de um documento todo escrito em verso de difícil e instruída elaboração.
Por outro lado na medida em que se constitui como um documento histórico da maior relevância, bastando notar que num só documento estão concentrados os eventos mais significativos de cada ano, desde 1817. Se na crítica nacional e internacional poderão ser redundantes, já no que respeita à história local os Pregões de S.Nicolau são em alguns anos dos poucos documentos de suporte que existem.
Muito embora não exista um autêntico protocolo, facto é que os versos do Pregão de S. Nicolau contemplam sempre críticas à situação política local, nacional e internacional, a análise à carreira do Vitória de Guimarães, a exaltação a Guimarães e ainda referências a S. Nicolau, à mitologia clássica, aos futricas e às Damas e ao culto do amor.

### Pregoeiro

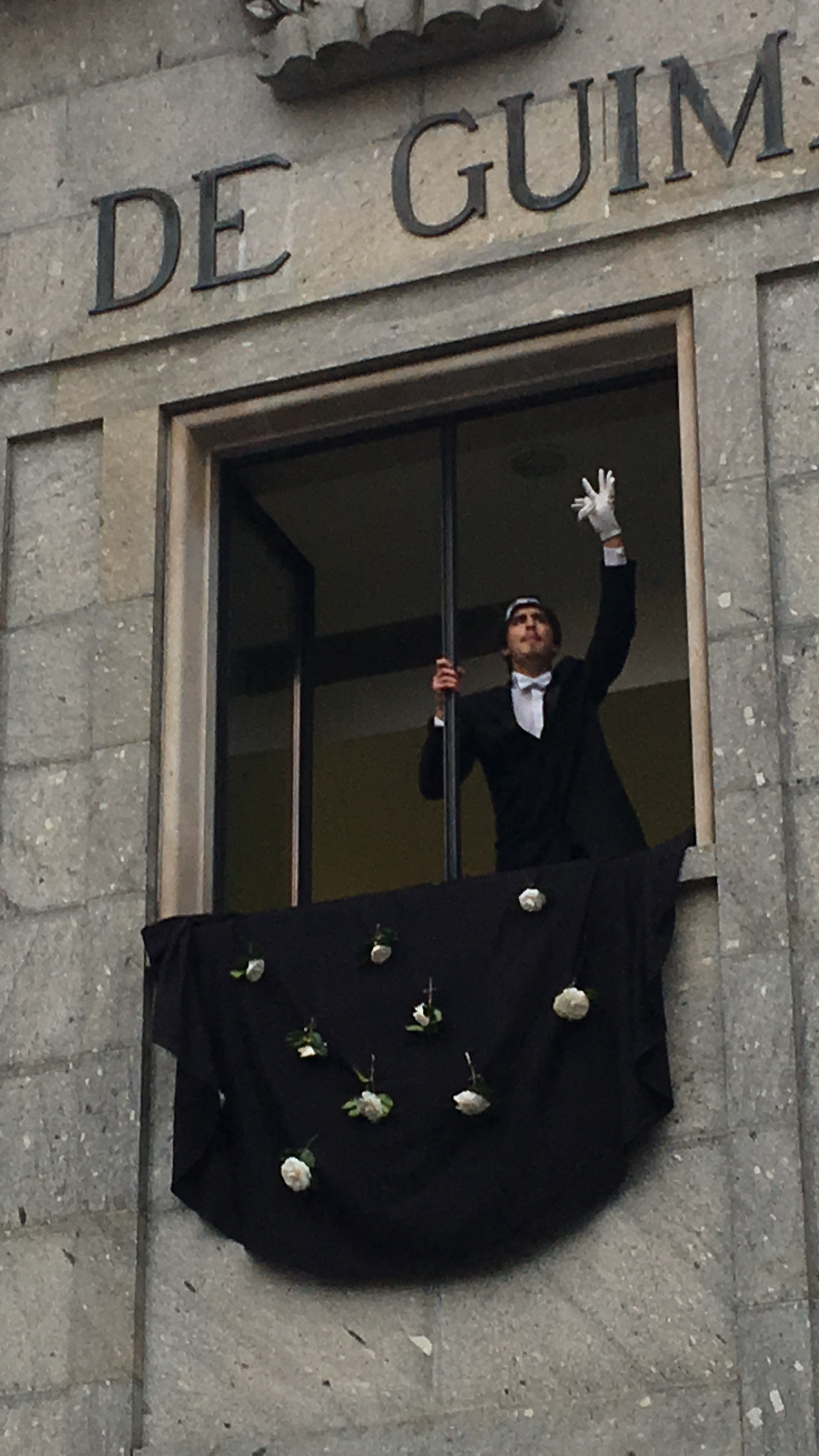
O Pregoeiro a declamar o Pregão no Liceu Martins Sarmento, a 5 de Dezembro de 2023

O Pregoeiro é um membro da Comissão de Festas Nicolinas, escolhido entre os seus 10 elementos como sendo aquele que possua uma voz mais pujante, com maior capacidade de ser ouvida pelos estudantes que acompanham a récita em cortejo e pela população vimaranense em geral.
Vários vimaranenses tiveram a honra de ser escolhidos pelos seus pares para representar a Comissão de Festas no número do Pregão.
Em homenagem a estes Pregoeiros, e sobretudo aos diversos escritores de Pregões ao longo dos séculos, existem algumas publicações, entre as quais se destacam "Pregões de S.Nicolau desde 1817", edição da Associação dos Antigos Estudantes do Liceu de Guimarães / Velhos Nicolinos e "Pregões dos Velhos", edição de autor por A.Meireles Graça.